# Christoph Strehl
Christoph Strehl (Lübeck) és un tenor alemany.
Inicià els estudis de cant després de la seva graduació de l'escola a la Universitat Folkwang d'Essen amb Soto Papulkas i va assistir a classes de Josef Metternich i Norman Shetler.
Va començar la seva carrera actuant en diversos escenaris d'Alemanya fins que fou contractat per Alexander Peireira de l'Òpera de Zúric, on va començar la seva carrera internacional. Després va fer diverses actuacions com a artista convidat, per exemple a Múnic, Dresden, Hamburg, Berlín, Colònia, Düsseldorf, Frankfurt am Main, també va tenir compromisos de París (Garnier), Venècia (Teatro Malibran), Hèlsinki, així com al Festival de Salzburg (2003 Ottavio, Belmonte de 2004, Ferrando 2005),.
Ha cantat La flauta màgica a Reggio Emilia, Ferrara i Baden-Baden el 2005 i al Festival de Viena de 2006, La finta giardiniera a Zúric, El rapte en el serrall a Ais de Provença, Eugeni Onegin a Múnic i ha debutat com a Tamino (La flauta màgica) al Metropolitan de Nova York.
Debutà al Liceu amb Don Giovanni la temporada 2007-2008, i la 2009-2010 hi interpretà el paper de Belmonte a El rapte en el serrall.